# Lespezi, Constanța
Lespezi (în trecut Techechioi, în turcă Tekkeköy) este un sat în comuna Dobromir din județul Constanța, Dobrogea, România. La recensământul din 2002 avea o populație de 464 locuitori.